# Dasiops bosqui
Dasiops bosqui är en tvåvingeart som först beskrevs av Blanchard 1948.  Dasiops bosqui ingår i släktet Dasiops och familjen stjärtflugor. Inga underarter finns listade i Catalogue of Life.